# 還誉岌閑
還誉岌閑（げんよきゅうかん、慶長5年（1600年） - 明暦3年2月15日（1657年3月29日））は江戸時代前期の浄土宗の僧侶。近江国水口家松山大徳寺三世門跡。父は豊臣政権五奉行の一人長束正家。母は本多忠勝の妹栄子。

## 生涯
慶長5年（1600年）、関ヶ原の戦い後に生まれる。生まれてすぐ母を失い、長束遺臣山本浅右衛門に養育された。成長後、水口城下の浄土宗大徳寺が浄慶寺と称した長束氏統治時代に正家が同寺に保護を加えていた縁故から、同寺で出家し二世門跡岌誉脱空を師として修行した。大徳寺の阿弥陀如来像は長束家の守護仏と伝わる。寛永2年（1625年）、水口大徳寺三世となる。このとき寺の北脇に栄照寺を建て父母の霊を弔ったという。承応元年（1652年）、水口真福寺に転住し寺を再興する。明暦3年（1657年）2月15日寂。享年58。徳川家光と親交が篤く、家光はたびたび大徳寺を訪れ親筆を残した他、多数の下賜品を寺に賜っている。